# Lijst van leden van het Nationaal Congres van België
Volledige ledenlijst van leden en plaatsvervangers van het Nationaal Congres van België (10 november 1830-20 juli 1831). Het Nationaal Congres telde in totaal 200 leden.

## Provincie Antwerpen (18 Congresleden)
arrondissement Antwerpen (8 Congresleden)
1. Jean-Baptiste Claes, advocaat
2. Albert Cogels, bankier
3. Henri Cogels, handelaar
4. Antoine Dhanis van Cannart, bankier
5. Ferdinand du Bois, eigenaar
6. Gérard Le Grelle, bankier
7. Baron Jean Osy[1], bankier
8. Joseph Werbrouck-Pieters, handelaar, ontslag op 4 april 1831.

Plaatsvervangers:
1. Louis Jacobs, advocaat, vanaf 14 april 1831.

arrondissement Mechelen (5 Congresleden)
1. Ridder Philippe-Joseph Boucquéau de Villeraie, priester
2. Jacques Bosmans[2], brouwer
3. Graaf François de Robiano, eigenaar
4. François Domis, eigenaar
5. Jean-Baptiste Joos[3] handelaar

arrondissement Turnhout (5 Congresleden)
1. Pierre-Jean Denef, handelaar
2. Louis Geudens[4], magistraat
3. Karel Theodoor Le Bon, apotheker
4. Léonard Ooms, advocaat
5. Pierre-Egide Peeters, notaris

## Provincie Brabant (27 Congresleden)
arrondissement Brussel (14 Congresleden)
1. Jean Barbanson, advocaat
2. Antoine Barthélémy, advocaat
3. Baron Frans Jozef Beyts[5], advocaat
4. Graaf Ferdinand Cornet de Grez, eigenaar, ontslag op 7 februari 1831.
5. Graaf Philippe d'Arschot Schoonhoven, eigenaar
6. Graaf Antoine de Celles, eigenaar, ontslag op 30 maart 1831.
7. Guillaume de Viron, eigenaar
8. Philippe Huysman d'Annecroix, eigenaar, ontslag op 30 maart 1831.
9. Lucien Jottrand[6], advocaat
10. Jean-Baptiste Kockaert, advocaat, overleden op 20 december 1830.
11. Albert Lefebvre[7], magistraat
12. Sylvain Van de Weyer, advocaat
13. Baron Joseph van der Linden d'Hooghvorst, eigenaar
14. Baron Joseph van Volden de Lombeke[8], eigenaar

Plaatsvervangers:
1. Guillaume Marcq, eigenaar, vanaf 18 mei 1831.
2. Ferdinand Meeûs, bankier, vanaf 26 december 1830.
3. Nicolas Rouppe, advocaat, vanaf 14 februari 1831.
4. Baron Jean-Jacques Verseyden de Varick, ambtenaar, vanaf 18 mei 1831.

arrondissement Leuven (7 Congresleden)
1. Philippe Corten, priester
2. Antoine Peemans, handelaar, ontslag op 30 maart 1831.
3. Jean-Baptiste Pettens, advocaat, ontslag op 24 februari 1831.
4. Henri van den Hove, eigenaar
5. Michel van der Belen, magistraat
6. Pierre Van Meenen, advocaat
7. Pierre Vander Linden, priester, ontslag op 21 februari 1831.

Plaatsvervangers:
1. Pierre Claes, advocaat, vanaf 22 februari 1831.
2. Antoine-François d'Elhoungne, advocaat, vanaf 28 februari 1831.
3. Jean de Neeff, rentenier, vanaf 20 juni 1831.
4. Louis de Swert, bankier, vanaf 19 mei 1831 en ontslag op 17 juni 1831.

arrondissement Nijvel (6 Congresleden)
1. Pierre Baugniet, eigenaar
2. Graaf Joseph de Baillet, eigenaar, ontslag op 5 februari 1831.
3. Clément de Hemptinne, notaris, ontslag op 18 mei 1831.
4. Théodore Devillé, eigenaar
5. Albert Nopener, magistraat
6. Paul Wyvekens, advocaat, ontslag op 7 februari 1831.

Plaatsvervangers:
1. Theodore Berthels, arts, vanaf 21 mei 1831.
2. Jean-Baptiste Cols, advocaat, vanaf 6 februari 1831.
3. Maximilien de Mélin, ambtenaar, vanaf 15 februari 1831.

## Provincie Henegouwen (30 Congresleden)
arrondissement Aat (5 Congresleden)
1. Leopold Bredart, ambtenaar
2. Edouard de Rouille, eigenaar
3. Baron Frédéric de Sécus, eigenaar
4. Eugène Defacqz, magistraat
5. François Van Snick, advocaat

arrondissement Charleroi (5 Congresleden)
1. Markies Georges de Trazegnies, eigenaar, ontslag op 6 december 1830.
2. Guillaume Dumont, industrieel
3. Jean-Baptiste Gendebien, officier
4. Gustave Nalinne, advocaat
5. Jean Pirmez, eigenaar

Plaatsvervangers:
1. Jules Frison, advocaat, vanaf 8 december 1830.

arrondissement Bergen (6 Congresleden)
1. Charles Blargnies, advocaat
2. Emmanuel Claus, advocaat, ontslag op 30 maart 1831.
3. Baron François de Sécus, eigenaar
4. Graaf Dieudonné du Val de Beaulieu, eigenaar
5. Alexandre Gendebien, advocaat
6. Pacifique Goffint, advocaat, ontslag op 25 mei 1831.

Plaatsvervangers:
1. Burggraaf Philippe de Bousies, eigenaar, vanaf 2 april 1831.
2. Alexandre Picquet, advocaat, vanaf 31 mei 1831.

arrondissement Zinnik (4 Congresleden)
1. Graaf Werner de Mérode, eigenaar
2. Markies Théodore d'Yve de Bavay[9], eigenaar, ontslag op 10 april 1831.
3. Jean-François Gendebien, advocaat
4. Markies François Rodriguez d'Evora y Vega, eigenaar

Plaatsvervangers:
1. Graaf Gustave Visart de Bocarmé, eigenaar, vanaf 10 april 1831.

arrondissement Thuin (3 Congresleden)
1. Burggraaf Charles de Bousies de Rouveroy, eigenaar
2. Baron Auguste de Leuze, eigenaar
3. Louis de Sebille, advocaat

arrondissement Doornik (7 Congresleden)
1. Lactance Allard, advocaat
2. Emmanuel Cauvin, handelaar
3. François Du Bus, advocaat
4. Charles Le Cocq[10], handelaar
5. Graaf Charles Le Hon, advocaat
6. François Le Hon, notaris
7. Pierre Trentesaux, magistraat

## Provincie Limburg (17 Congresleden)
arrondissement Maastricht (7 Congresleden)
1. Graaf Jean-Baptiste d’Ansembourg, eigenaar
2. Graaf Félix de Mérode, eigenaar
3. Graaf Clément de Renesse-Breidbach, eigenaar
4. Rutger de Tiecken de Terhove, eigenaar
5. Charles Destouvelles, advocaat
6. Jean-François Hennequin, eigenaar, ontslag op 2 april 1831.
7. Burggraaf Charles-Ghislain Vilain XIIII, eigenaar

Plaatsvervangers:
1. Nicolas-Joseph Cruts, magistraat, vanaf 21 mei 1831.

arrondissement Roermond (5 Congresleden)
1. Jonkheer Henri de Brouckère, magistraat
2. Baron Pierre de Liedel de Well, eigenaar
3. Baron Louis de Schiervel, eigenaar
4. Nicolas Gelders, eigenaar
5. Théodore Olislagers de Sipernau, eigenaar

arrondissement Hasselt (5 Congresleden)
1. Charles de Brouckère, ambtenaar
2. Ridder Barthélémy de Theux de Meylandt[11], eigenaar
3. Baron Alphonse de Woelmont d'Opleeuw[12], eigenaar
4. Baron Erasme Louis Surlet de Chokier, eigenaar, ontslag op 1 maart 1831.
5. Pierre Teuwens, industrieel

Plaatsvervangers:
1. Joseph Laurent Jaminé, advocaat, vanaf 7 april 1831.

## Provincie Luik (19 Congresleden)
arrondissement Luik (9 Congresleden)
1. Nicolas de Behr, magistraat
2. Etienne-Constantin de Gerlache, advocaat
3. Baron François de Stockem-Mean, eigenaar
4. Pierre Destriveaux, ambtenaar
5. Mathieu Leclercq, magistraat, ontslag op 31 maart 1831.
6. Gerard Nagelmackers, bankier, ontslag op 30 december 1830.
7. Henri Orban-Rossius, industrieel, ontslag op 11 december 1830.
8. Joseph Raikem, advocaat
9. Charles Rogier, advocaat

Plaatsvervangers:
1. Etienne de Sauvage, advocaat, vanaf 7 juli 1831.
2. Henri Dewandre, advocaat, vanaf 14 april 1831. Ontslag op 13 juni 1831.
3. Alexandre d'Oreye, magistraat, vanaf 14 april 1831.
4. Graaf Emile d'Oultremont, eigenaar, vanaf 18 mei 1831.
5. Baron Joseph-Louis de Waha, eigenaar, vanaf 7 januari 1831. Ontslag op 11 april 1831.
6. Jean-Baptiste d'Omalius-Thierry, eigenaar, vanaf 23 december 1830. Ontslag op 11 april 1831.

arrondissement Verviers (5 Congresleden)
1. Jean-François Collet, rentenier
2. Pierre David, industrieel, ontslag op 10 april 1831.
3. Gilles Davignon, handelaar
4. Laurent Dethier, advocaat
5. François Lardinois, industrieel

Plaatsvervangers:
1. Pascal Drèze, magistraat, vanaf 13 april 1831.

arrondissement Borgworm (2 Congresleden)
1. Michel-Laurent de Selys Longchamps, eigenaar, ontslag op 13 juni 1831.
2. Jacques Fleussu, advocaat

Plaatsvervangers:
1. Hyacinthe Cartuyvels, advocaat, vanaf 18 juni 1831.

arrondissement Hoei (3 Congresleden)
1. Joseph Forgeur, advocaat
2. Joseph Lebeau, advocaat
3. Jean Ghisbert de Leeuw, eigenaar

## Provincie Luxemburg (16 Congresleden)
arrondissement Aarlen (2 Congresleden)
1. Nicolas Berger[13], magistraat
2. Jean-Baptiste Nothomb, advocaat

arrondissement Bastenaken (1 Congreslid)
1. Hubert Masbourg, advocaat

arrondissement Diekirch (2 Congresleden)
1. Mathias Simons, advocaat
2. Nicolas Watlet, advocaat

arrondissement Grevenmacher (2 Congresleden)
1. Pierre Dams, magistraat
2. Jacques D'Martigny[14], onbekend

arrondissement Luxemburg (3 Congresleden)
1. Louis Fendius[15], advocaat, ontslag op 13 juni 1831.
2. Jean-Baptiste Roeser[13], bankier
3. Jean-Baptiste Thorn, advocaat

Plaatsvervangers:
1. André Biver, arts, vanaf 20 juni 1831.

arrondissement Marche (2 Congresleden)
1. Henri Dayeneux[14], regisseur, ontslag op 19 november 1830.
2. Théodore Jacques, ambtenaar

Plaatsvervangers:
1. Lambert Thonus, industrieel, vanaf 25 november 1830.

arrondissement Neufchâteau (2 Congresleden)
1. Jean-Bernard Marlet, eigenaar
2. Léopold Zoude, industrieel

arrondissement Virton (2 Congresleden)
1. Emmanuel François, advocaat
2. Baron Edouard d'Huart, ambtenaar

## Provincie Namen (10 Congresleden)
arrondissement Namen (5 Congresleden)
1. Ridder Justin de Labeville, eigenaar
2. Florimond de Quarre, eigenaar
3. burggraaf Pierre-Charles Desmanet de Biesme, eigenaar
4. baron Goswin de Stassart, eigenaar, ontslag op 17 februari 1831.
5. Theophile Fallon, eigenaar, ontslag op 17 januari 1831.

Plaatsvervangers:
1. Jean-Baptiste Brabant, advocaat, vanaf 18 mei 1831.
2. Charles Zoude, advocaat, vanaf 23 januari 1831. Ontslag op 30 maart 1831.
3. Isidore Fallon, advocaat, vanaf 24 februari 1831.

arrondissement Philippeville (2 Congresleden)
1. Alexandre de Robaulx, advocaat
2. Pierre-Guillaume Seron, ambtenaar

arrondissement Dinant (3 Congresleden)
1. Feuillien de Coppin de Falaën, eigenaar
2. Ignace Henry, advocaat
3. François Pirson, eigenaar

## Provincie Oost-Vlaanderen (35 Congresleden)
arrondissement Aalst (6 Congresleden)
1. Louis Delwarde, advocaat
2. Antoine de Meer de Moorsel, eigenaar
3. Eugène Fransman, advocaat
4. Constant Van Crombrugghe, priester
5. Liévin Van der Looy, pleitbezorger
6. Eugène De Smet, magistraat

arrondissement Dendermonde (4 Congresleden)
1. Pierre-Adrien Blomme, advocaat
2. Joseph de Decker, handelaar
3. Baron François van den Broucke de Terbecq, eigenaar
4. Charles Hippolyte Vilain XIIII, eigenaar

Arrondissement Eeklo (2 Congresleden)
1. Joseph-Olivier Andries, priester
2. Louis Le Bègue[16], advocaat

arrondissement Gent (12 Congresleden)
1. Charles Coppens, officier
2. Gustave de Jonghe, eigenaar
3. Markies Charles de Rodes, eigenaar
4. Pierre De Ryckere, advocaat, ontslag op 18 januari 1831.
5. Joseph-Jean De Smet, priester
6. Josse Delehaye, advocaat
7. Robert Helias d'Huddeghem, magistraat
8. Ferdinand Speelman-Rooman, handelaar
9. Charles Surmont de Volsberghe, eigenaar
10. Henri van Innis, magistraat
11. Jean Vergauwen-Goethals, handelaar
12. Constantin Wannaar, advocaat

Plaatsvervangers:
1. Louis Coppens, ambtenaar, vanaf 14 februari 1831.

arrondissement Oudenaarde (5 Congresleden)
1. Louis Beaucarné, ambtenaar
2. Camille De Smet, handelaar
3. Charles Liedts, advocaat
4. Jean Thienpont, magistraat
5. Eugène van Hoobrouck de Mooreghem, eigenaar

arrondissement Sint-Niklaas (6 Congresleden)
1. Charles de Bergeyck, ambtenaar
2. Guillaume d'Hanens-Peers, advocaat
3. Augustin Janssens, arts, ontslag op 21 januari 1831.
4. Désiré Verduyn, priester
5. Pierre-Antoine Verwilghen, handelaar
6. Burggraaf Philippe Vilain XIIII, eigenaar, ontslag op 27 november 1830.

Plaatsvervangers:
1. Charles Annez de Zillebeke, eigenaar, vanaf 8 december 1830.
2. Jean-Baptiste van de Kerchove, priester, vanaf 22 januari 1831.

## Provincie West-Vlaanderen (28 Congresleden)
arrondissement Brugge (5 Congresleden)
1. Charles Coppieters Stochove, magistraat
2. Léon de Foere, priester
3. Felix de Mûelenaere, magistraat
4. Baron Jean-Marie de Pelichy van Huerne, eigenaar
5. Paul Devaux[17], advocaat

arrondissement Diksmuide (2 Congresleden)
1. Victor Buylaert, arts, handelaar
2. Pierre Morel-Danheel, handelaar, schooldirecteur

arrondissement Ieper (4 Congresleden)
1. François de Coninck, magistraat
2. François de Langhe, eigenaar, ontslag op 4 februari 1831.
3. Léon Mulle, advocaat
4. Jean-Baptiste Pollin[18], priester

Plaatsvervangers:
1. Félix Struye-Provoost, handelaar, vanaf 1 maart 1831.

arrondissement Kortrijk ( 7 Congresleden)
1. Félix Bethune[19], handelaar
2. Joseph Buyse, handelaar
3. Ferdinand Goethals, handelaar
4. Jean Goethals, handelaar
5. François Lesaffre, eigenaar, ontslag op 21 februari 1831.
6. Leonard Van Dorpe, handelaar, ontslag op 19 mei 1831.
7. David Verbeke, priester, ontslag op 11 april 1831.

Plaatsvervangers:
1. Adolphe Bischoff, handelaar, vanaf 22 februari 1831.
2. Leonard Rosseeuw, advocaat, vanaf 13 april 1831.
3. Henri Vercruysse-Bruneel, handelaar, vanaf 21 mei 1831.

arrondissement Oostende (2 Congresleden)
1. Jean MacLagan[20], brouwer
2. Jean-Baptiste Serruys, advocaat

arrondissement Roeselare (3 Congresleden)
1. Désiré de Haerne, priester
2. Alexander Rodenbach, industrieel
3. Constantin Rodenbach, arts

arrondissement Tielt (3 Congresleden)
1. Charles-Joseph de Roo[20], advocaat
2. Jacques Wallaert, priester
3. Burggraaf Auguste de Jonghe d'Ardoye, eigenaar

arrondissement Veurne (2 Congresleden)
1. Edmond de Man, eigenaar
2. Olivier Roels[21], advocaat